# Wolfgang Seeger (Jurist)
Wolfgang E. Seeger (* 11. September 1959 in Chur, Schweiz) ist ein liechtensteinischer Jurist.

## Leben
Nach der Matura im Lyceum Alpinum, Zuoz/Schweiz studierte er an der Universität Zürich Rechtswissenschaften und schloss dieses Studium 1985 mit dem Lizentiat ab.
Seit 1990 ist Wolfgang E. Seeger in Liechtenstein als Rechtsanwalt zugelassen und seit 1991 Partner in der Advocatur Seeger, Frick & Partner (vormals Advocatur Seeger & Seeger), Rechtsanwälte, Schaan.
1993 war er Vorstandsmitglied der Liechtensteinischen Rechtsanwaltskammer und von 1993 bis 1997 stellvertretender Vorsitzender des Verwaltungsgerichthofes des Fürstentums Liechtenstein.
Wolfgang E. Seeger war von 1997 bis 2004 stellvertretender Vorsitzender des Staatsgerichtshofes. Von 1998 bis 2017 war er Honorarkonsul von Malta in Liechtenstein. Er war von 1993 bis 2017 Vorstandsmitglied im Liechtenstein Institute.